# Mulukukú
Mulukukú é um município da Nicarágua, situado na Região Autônoma da Costa Caribe Norte. Tem 1,905 km² de área e sua população em 2020 foi estimada em 54.113 habitantes.